# Blachea
Blachea is een geslacht van straalvinnige vissen uit de familie van zeepalingen (Congridae).

## Soorten
- Blachea longicaudalis Karmovskaya, 2004
- Blachea xenobranchialis Karrer & Smith, 1980